# Querolus

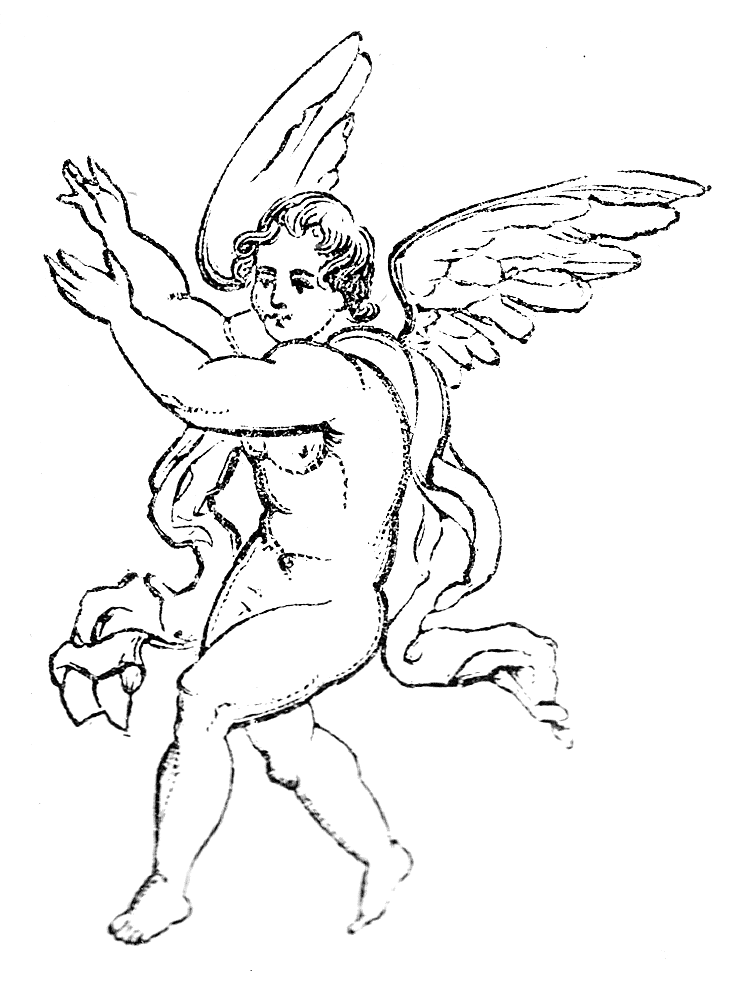
Il·lustració de la comèdia.

Querolus és el títol d'una comèdia llatina anònima datada al segle v. El seu valor rau en el fet que és una de les poques peces conservades de la comèdia tardana, posterior als textos canònics de Terenci i Plaute.

## Argument
Un home pretén riure's del seu veí, Querolus, fingint que és un mag que el pot ajudar a trobar un tresor. Per una sèrie de circumstàncies, acaba apareixent or de veritat a la casa, però quan ja el mag ha renunciat a la seva intriga. Finalment Querolus es compadeix i l'ajuda.

## Anàlisi
L'obra està inspirada en Aulularia, de Plaute, on es retrata els mals que esdevenen als avariciosos, una figura típica del teatre crític de caràcter satíric. L'oposició entre l'engayador i el ximple però de bon cor també és clàssica de les comèdies, i el final feliç exigit per la preceptiva aristotèlica provoca que el protagonista rebi una recompensa. El llibre consta de cinc actes escrits en prosa poètica imitant els metres de la peça que la inspira. La llengua barreja arcaismes propis d'aquest model amb construccions vulgar del llatí tardà contemporani a l'autor. Sembla que la intenció era que fos teatre llegit i no representat.